# Kullametsa
Koordinaten: 58° 52′ N, 24° 8′ O
Kullametsa ist ein Dorf (estnisch küla) in der Landgemeinde Lääne-Nigula (bis 2017: Landgemeinde Kullamaa) im Kreis Lääne in Estland.

## Einwohnerschaft und Lage
Der Ort hat 41 Einwohner (Stand 31. Dezember 2011).
Das Dorf liegt am östlichen Ufer des Flusses Liivi (Liivi jõgi). Sehenswürdigkeit des Ortes ist eine Wassermühle am Fluss. Sie stammt aus dem 18. Jahrhundert.

## Geschichte
Kullametsa gehörte ursprünglich zum Dorf Kullamaa auf der anderen Seite des Flusses. 1977 wurde es im Zuge der Kommunalreform in der Estnischen SSR zum eigenständigen Dorf.